# Rymdexploatering
Med rymdexploatering avses metoder för att få ekonomisk avkastning på verksamhet som bedrivs tyngdlöst antingen i omloppsbana runt jorden, runt/på månen eller runt/på eller på väg till/från annan himlakropp.